# Saint-Lambert (Calvados)
Saint-Lambert ist eine französische Gemeinde mit 265 Einwohnern (Stand: 1. Januar 2022) im Département Calvados in der Region Normandie. Sie gehört zum Arrondissement Caen und zum Kanton Le Hom.

## Geografie
Saint-Lambert liegt rund 28 Kilometer westnordwestlich von Falaise und 34 Kilometer südsüdwestlich von Caen. Umgeben wird die Gemeinde von Culey-le-Patry im Norden und Nordosten, Saint-Rémy im Osten, La Villette im Süden, Condé-en-Normandie im Südwesten und Westen sowie Cauville im Nordwesten. Die Orne fließt östlich des Ortsgebiets.

## Bevölkerungsentwicklung
| Jahr                              | 1793 | 1836 | 1876 | 1926 | 1946 | 1968 | 1990 | 2018 |
| Einwohner                         | 757  | 690  | 503  | 341  | 365  | 269  | 219  | 271  |
| Quellen: Cassini, EHESS und INSEE |      |      |      |      |      |      |      |      |

## Sehenswürdigkeiten
- Kirche Saint-Lambert, ursprünglich aus dem 12. Jahrhundert, dann zweimal zerstört, heutiger Bau aus dem 19. Jahrhundert, als Kulturgut klassifiziert[3]
- mehrere Häuser und Bauernhöfe aus dem 17.–19. Jahrhundert, die ebenfalls als Kulturgut ausgewiesen sind[4]